# UD-1号潜艇
陛下之UD-1号艇是德意志帝国海军于第一次世界大战期间规划建造的一款潜艇或称U艇。其设计可在偏远海域成为快速响应的贸易破坏者，并根据《捕获法》对英国发动破交战。

## 历史
1916年8月，在德意志帝国海军办公室进行商议后，海军参谋本部表示希望建造具有强大战斗力的装甲潜艇，尤其是尺寸与巡洋舰相若的高速潜艇（即所谓的“巡洋潜舰”），投入针对英国而发动的破交战。随后，潜艇监察局（Inspektion des U-Bootwesens）考虑了潜在的动力类型：柴油发动机和蒸汽轮机都被视为水面推进的选项。
当局最初青睐的柴油发动机版本被命名为47号工程（Projekt 47），代表着一款长度超过100米和排水量逾4,000吨的超大型潜艇。艇载武器则包括四门150毫米和两门88毫米甲板炮，以及八具鱼雷发射管。然而，海军参谋本部却对这款设计非常不满，因为与已经订购的46a号工程的2,000吨级潜艇相比，其排水量大幅增加、成本高昂且建造周期更长，战斗力仅略有增加，水面速度却没有增加。
47号工程只能转向研究蒸汽轮机，尤其是需要考虑涡轮动力是否提高速度。英国和法国都拥有大量的蒸汽电动力潜艇。此技术最大的问题在于潜航过程中锅炉热量的消除以及排烟口的大型耐压封闭装置。然而，当获得了水管锅炉在接触更冷的海水时不一定会爆炸的经验后，工程师H·沃尔克和船舶建造师舍费尔设计了一种可以在潜航时被浸没的潜水锅炉。它们安装在艇体侧面耐压壳体外的特制耐压舱室中，可以从艇内进行操作。
1918年初，潜艇监察局已经完成设计工作，遂于同年2月以AA项战时订单（Kriegsauftrag AA）的名义向基尔帝国船厂订购了一艘原型艇，建造序列为K44。原本打算用作滑道的船台当时仍被在建的小巡洋舰女性之赞号所占用，直到后者于1918年10月16日下水时才空置。尽管如此，梁格结构和车间工序自5月便在高度保密的情况下开始。框架模型已于6月移出固定板架。然而，直至战争结束，其龙骨尚未铺设。当革命运动席卷船厂时，当局下令销毁全部机密信息，尤其是UD-1号的计划。仅有仍然存在的两个官方记载是保存在弗赖堡联邦军事档案馆的技术规范和总布置图。技术信息部分则是通过个人交流或设计室员工的笔记流传下来的。